# Szamje kolostor

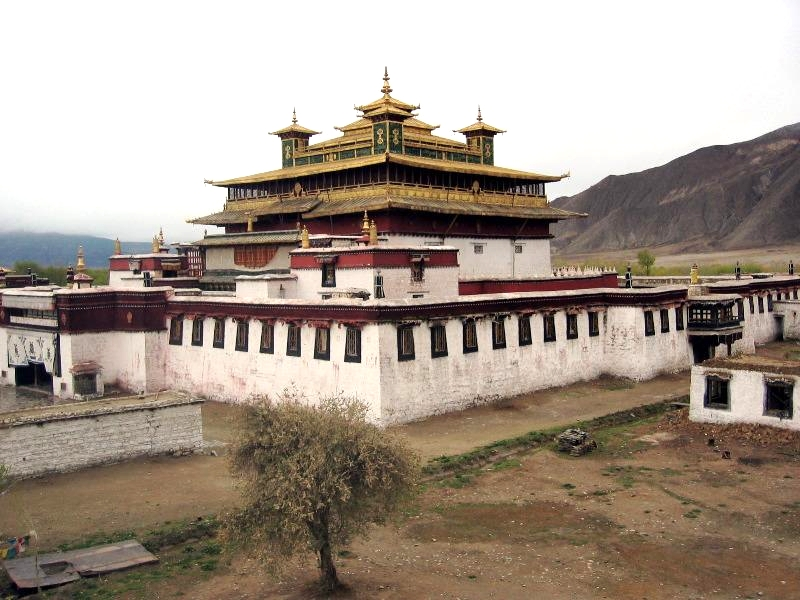
A Szamje kolostor fő épülete (3D-s modell is elérhető a Google Föld oldalán)

A Szamje kolostor vagy Szamje Gompa (tibeti: བསམ་ཡས་, kínai: 桑耶寺) a legelső buddhista kolostortemplom Tibetben. Legelőször feltehetően 775 és 779 között épült Triszong Decen tibeti uralkodó patrónusa alatt, aki igyekezett felélénkíteni a buddhizmust, amely Szongcen Gampo király után hanyatlásnak indult a 7. század után. A kolostor Dranangban található, Lhoka prefekturátusban. Az indiai Bihár állambeli Odantapuri kolostor mintájára épült.
A 18. századi kínai Hopej tartomány, Csengde városában lévő Puning templom a Szamje Gompa mintájára épült.

## Története
A hagyományok szerint Sántaraksita indiai szerzetes, tudós először akkor kísérelte meg felépíteni a kolostort, amikor a szútra-központú buddhizmust kívánta terjeszteni Tibetben. A Szamje helyszínét nagyon szerencsésnek találta és ott állt neki a munkának. Az épület azonban mindig összedőlt miután elért egy bizonyos szintet. Az építők úgy vélték, hogy egy a közeli folyóból jövő valamilyen démon vagy akadályozó tulku okozza az egészet.
Amikor Sántaraksita kortársa, Padmaszambhava megérkezett Tibetbe Észak-Indiából, ő képes volt megoldani a rossz energiákból eredő problémát. Az 5. dalai láma szerint Padmaszambhava eljárta a Vadzsrakilaja táncot és kezdeményezte a namkha rítust, hogy hozzájáruljon Triszong Decen és Sántaraksita megépíthesse a Szamje kolostort. A táncnak a Vadzsrakilaja sztúpa állít emléket.
Az eredeti épület ma már nem látható, ugyanis több alkalommal is teljesen lerombolták — polgárháború a 11. században, tűzvész a 17. században, földrengések 1816-ban és a 20. században, majd a kulturális forradalom. Az 1980-as évek végére már a disznókat és más háziállatokat is engedték átkelni a szent épület falain. Minden alkalommal azonban sikeresen felépítették újból az épületet. Legutoljára a 10. pancsen láma erőfeszítéseinek köszönhetően menekült meg a kolostor épülete, amely ma aktívan működik és fontos turista látványosság és zarándokhely.

## Galéria

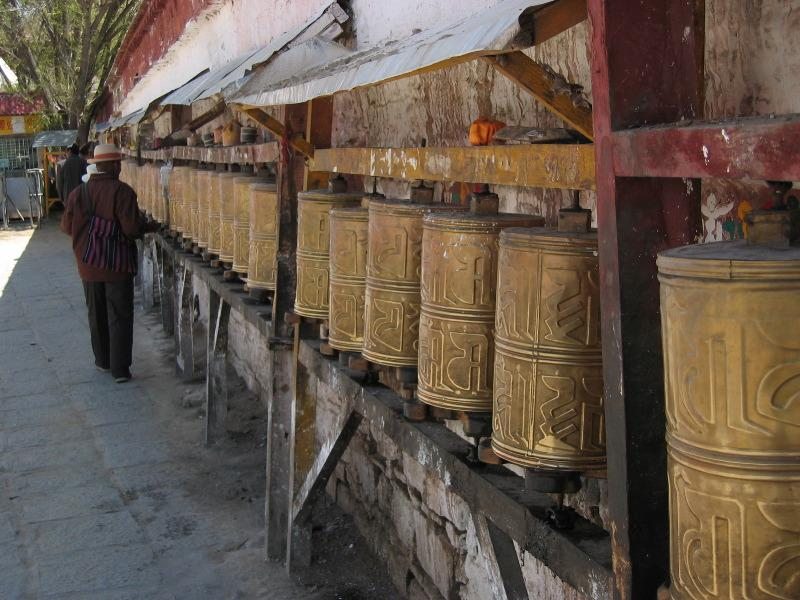
Imakerekek a Szamje kolostorba
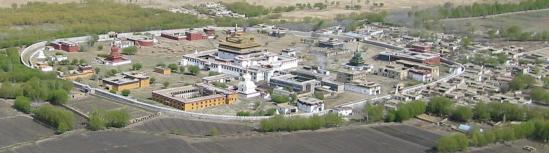
A Szamje felülnézetből
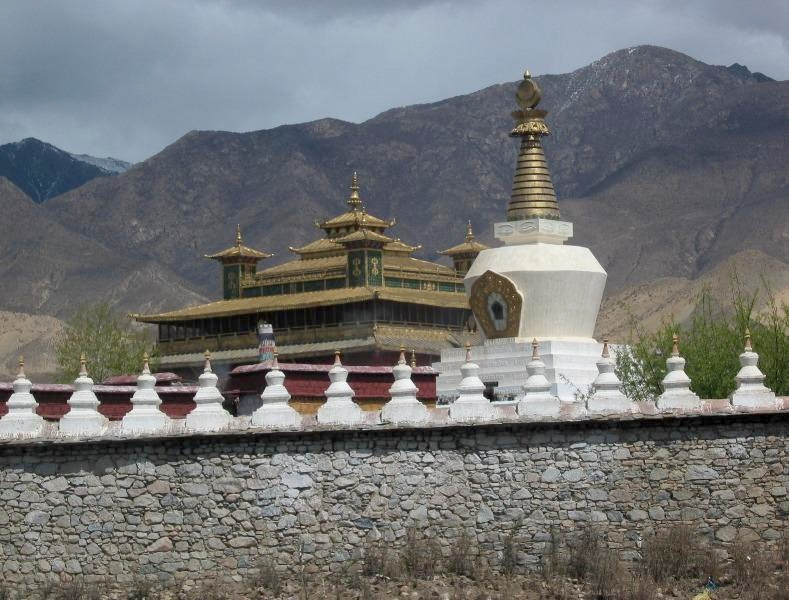
A Szamjét védő fal
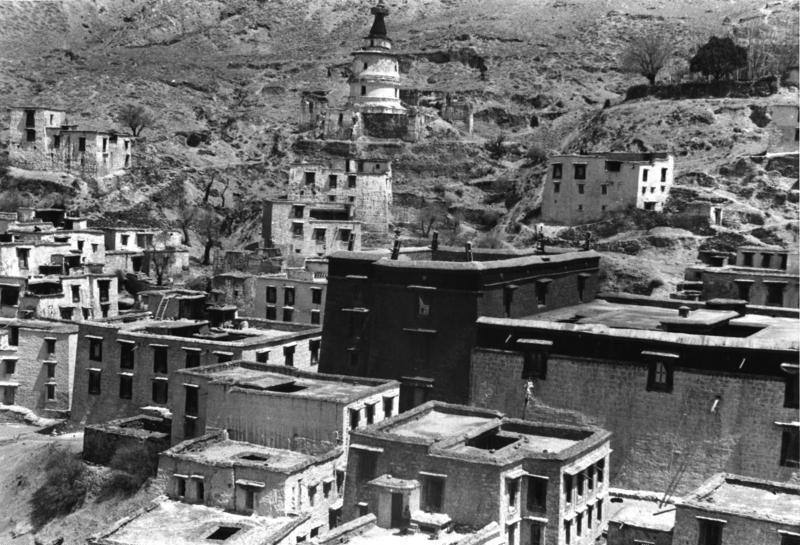
A Szamje látványa 1938-ban
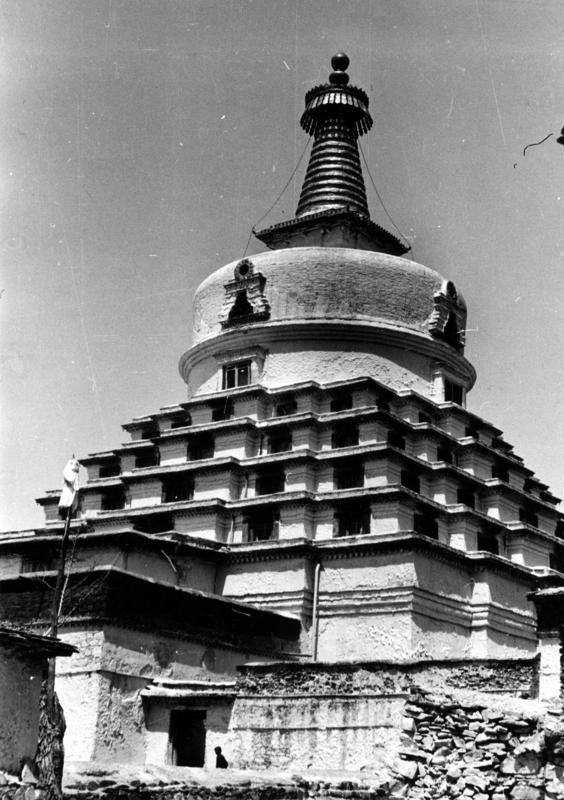
Csörten a Szamje kolostorban, 1938

## A kolostor
A Szamje kolostor alaprajza egy óriási mandala, amelynek közepén a templom a Meru-hegyet jelenti. A négy sarkán lévő templomok a tantrikus buddhista kozmológia kontinenseit jelenítik meg.
A főtemplom tele van tibeti vallásos műtárggyal és néhány fontos relikviával. Sok tibeti zarándokol el a Szamje kolostorba, amely sokaknak hetekbe telik.